# Farid Díaz
Farid Alfonso Díaz Rhenals (Agustín Codazzi, Colômbia, 20 de julho de 1983) é um ex-futebolista colombiano que atuava como lateral. 

## Títulos
Envigado
- Campeonato Colombiano de Futebol – Segunda Divisão: 2007

Atlético Nacional
- Copa Colômbia: 2012, 2013 e 2016
- Superliga da Colômbia de Futebol: 2012 e 2016
- Campeonato Colombiano de Futebol: Apertura 2013, Finalización 2013, Apertura 2014 e Finalización 2015
- Copa Libertadores da América: 2016
- Recopa Sul-Americana: 2017

Olimpia
- Campeonato Paraguaio de Futebol: Apertura 2018

### Prêmios individuais
- Equipe ideal da América de 2016